# Tang Mengni

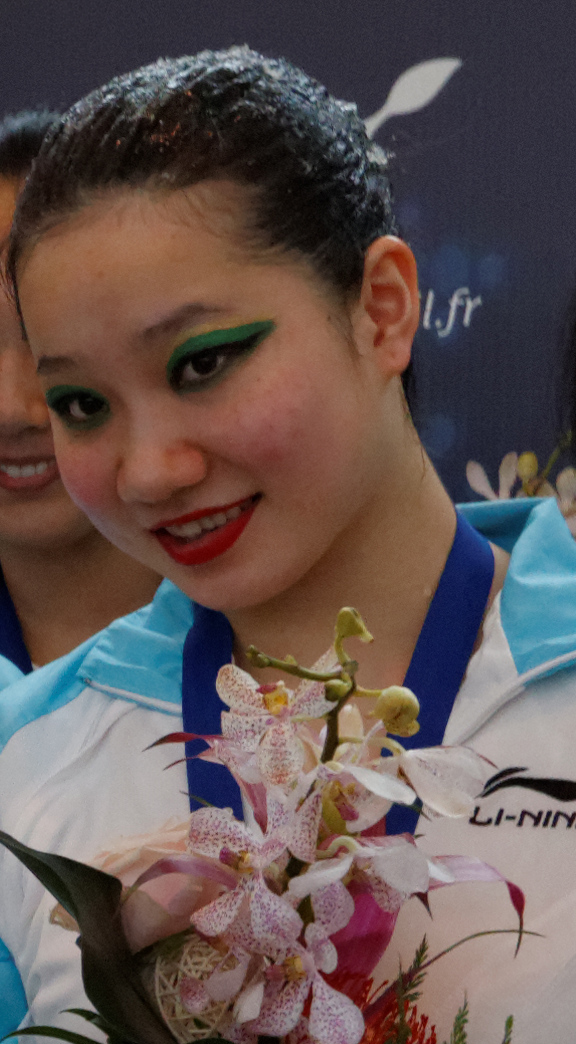
Tang Mengni

Tang Mengni (kinesiska: 汤梦妮), född den 8 april 1994 i Shanghai, är en kinesisk konstsimmare.
Hon tog OS-silver i lagtävlingen i samband med de olympiska tävlingarna i konstsim 2016 i Rio de Janeiro..